# اچ‌ام‌اس بی۲
اچ‌ام‌اس بی۲ (به انگلیسی: HMS B2) یک زیردریایی بود که طول آن ۱۳۵ فوت (۴۱ متر) بود. این زیردریایی در سال ۱۹۰۵ ساخته شد.